# Standbild des Landgrafen Karl

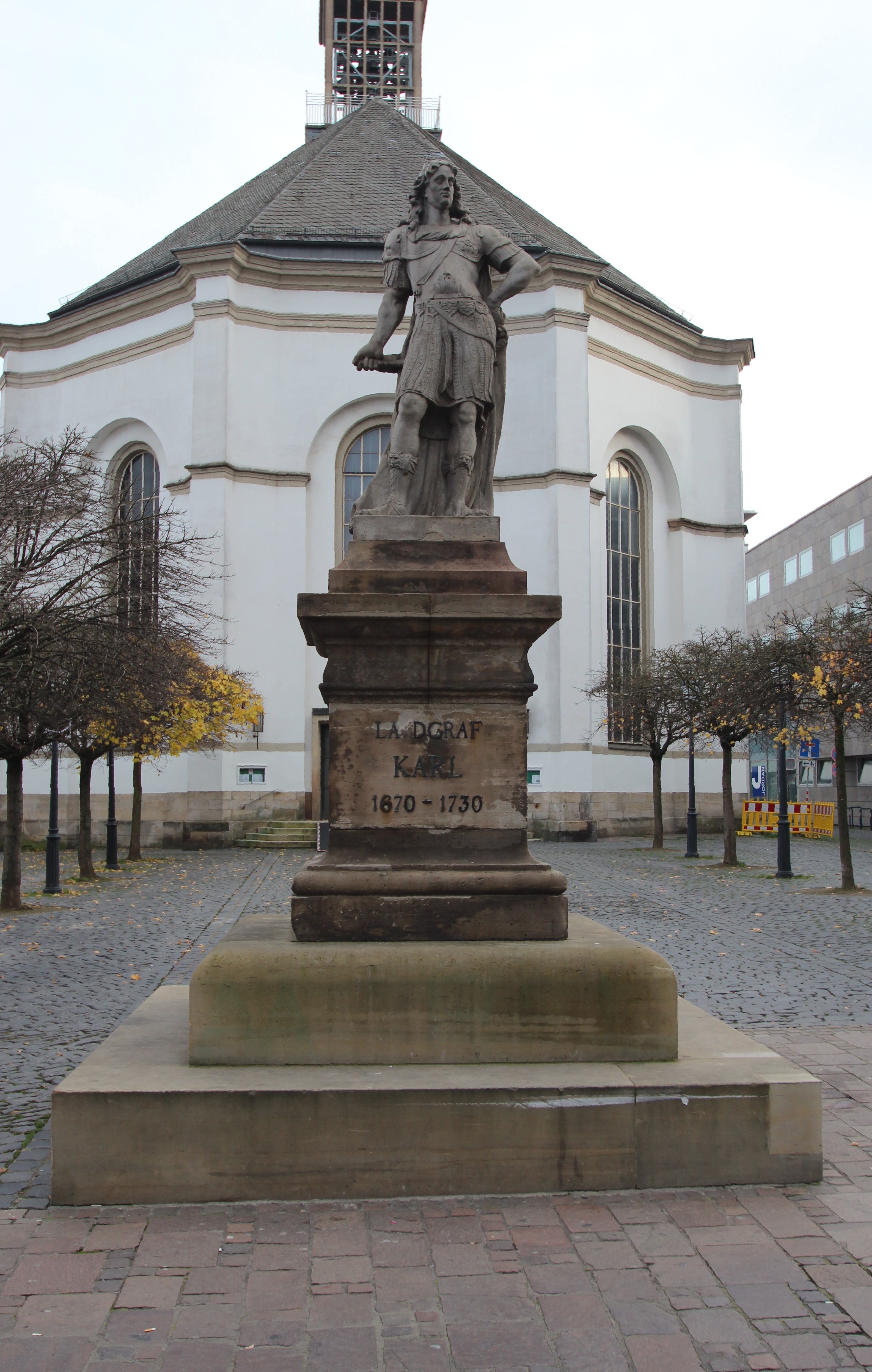
Standbild des Landgrafen Karl vor der Karlskirche in Kassel

Das Standbild des Landgrafen Karl ist ein Denkmal auf dem Kasseler Karlsplatz an der Karlskirche. Das 1768 aufgestellte Monument bestand ursprünglich aus einer 1686 entstanden Marmorskulptur von Bartholomeus Eggers und stellte den Landgrafen Karl von Hessen-Kassel dar. 1936 wurde die verwitterte Figur durch eine Kopie aus Sandstein ersetzt. Das Denkmal steht als Kulturdenkmal unter Denkmalschutz.

## Beschreibung
Die Skulptur aus Carrara-Marmor stellt den hessischen Landgrafen im Alter von 32 Jahren dar. Im leichten Kontrapost modelliert, ist die linke Hand in die Hüfte gestemmt, die rechte Hand hält einen Marschallstab. Das Kostüm erinnert an eine römische Feldherrenrüstung der Antike. Über die Brust verläuft das Ordensband mit Ordenszeichen des Elefanten-Ordens, ebenso dessen Bruststern. Über die Schulter und die ganze Rückseite bedeckend, hängt ein flacher Mantel. Die Skulptur ist im Ursprung nicht allansichtig konzipiert worden, die wenig ausgearbeitete Rückseite spricht für eine geplante Aufstellung in einer Nische. An der Plinthe des Originals die Signatur des Künstlers: B. Eggers 1686. Die Figur hat eine Höhe von etwa zwei Metern, der Sockel von drei Metern.

## Geschichte

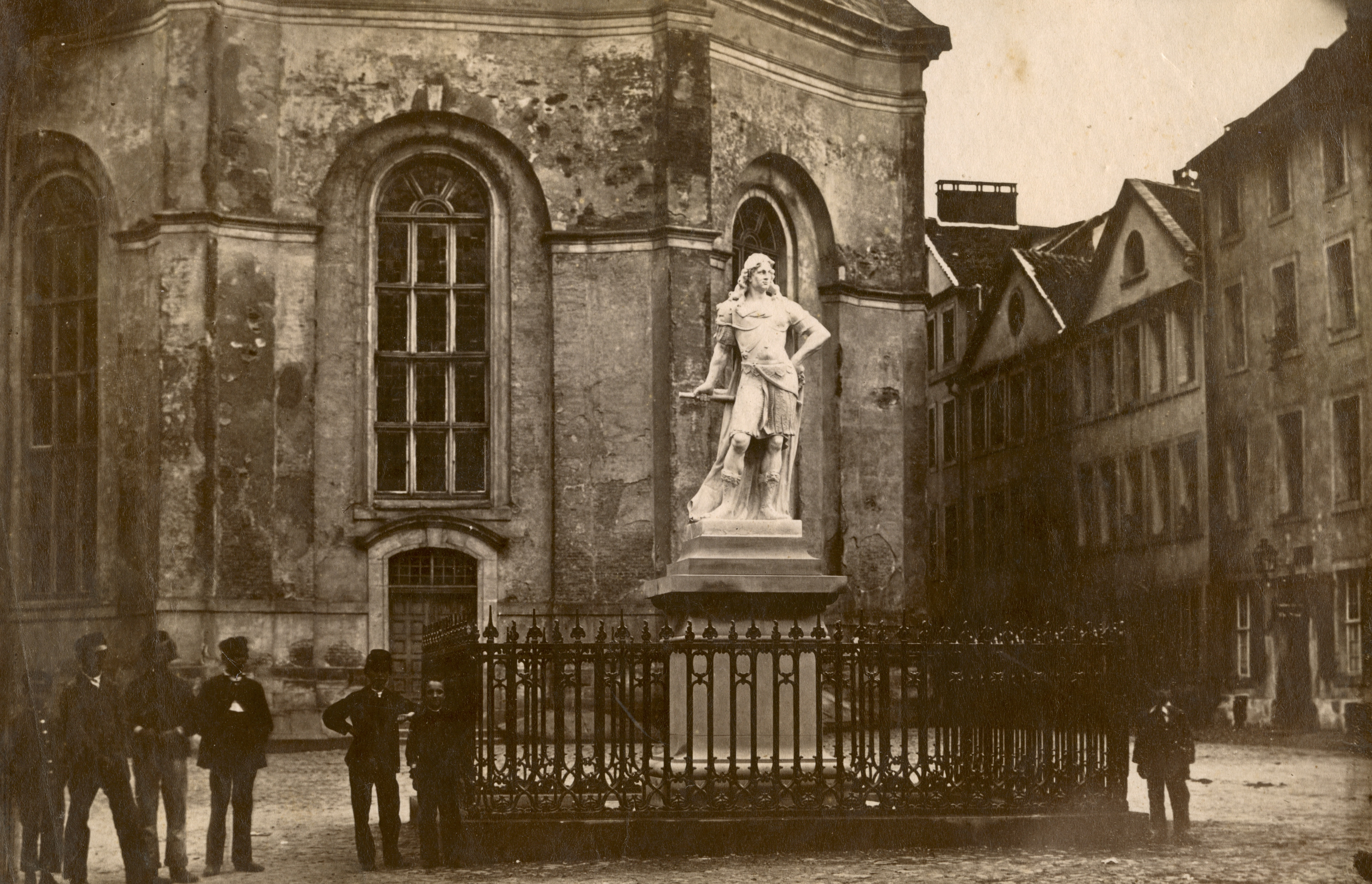
Das Denkmal etwa 1880

Über die Entstehungsgeschichte der Statue von Eggers gibt es keine gesicherten Informationen. Es wird angenommen, dass die in Rom gefertigte Statue von den unter Landgraf Karl aufgenommenen Hugenotten der Kasseler Oberneustadt beauftragt und dem Landesherrn zum Geschenk gemacht wurde. Ab 1696 stand sie im als Kunsthaus genutzten Ottoneum. Erst Karls Enkel, Landgraf Friedrich II., ließ das Standbild am 24. Juni 1768 auf dem heutigen Karlsplatz aufstellen. Dies geschah im Zuge der weitreichenden Neugestaltung der Stadt nach der Schleifung der alten Festungsanlage, zeitgleich mit der Errichtung des Friedrichsplatzes. Friedrich II. führte auch Verhandlungen über die Ausführung von Standbildern weiterer Vorfahren wie Friedrich I. und Wilhelm VIII. In den 1890er Jahren wurde der Sockel mit dem Namen und der Angabe der Regierungszeit des Dargestellten versehen. Um das bereits stark verwitterte Kunstwerk zu sichern, beauftragte der nationalsozialistische Oberpräsident und Nachfahre der Landgrafen, Philipp von Hessen 1936 die Anfertigung einer Kopie. Der Kasseler Bildhauer Ferdinand Sommer fertigte diese aus Sandstein. Das Original befindet sich im Besitz der Museumslandschaft Hessen Kassel ist aber gegenwärtig (2023) nicht ausgestellt. Das Denkmal war ursprünglich mit einem Metallzaun umgeben, der in den 1950er Jahren abgebaut wurde. Zur Schaffung von Parkplätzen wurde das Denkmal 1963 an den Rand des Platzes versetzt. Diese Umstellung wurde in den 1980er Jahren rückgängig gemacht.